# Liste der dänischen Forschungs- und Wissenschaftsminister
Diese Liste der dänischen Forschungs- und Wissenschaftsminister listet alle dänischen Minister für Forschung und Wissenschaft auf.
| Ressort                                       | ab                 | Minister/-in          | Partei | Regierung                                       |
| --------------------------------------------- | ------------------ | --------------------- | ------ | ----------------------------------------------- |
| Unterricht und Forschung                      | 10. September 1987 | Bertel Haarder        | V      | Schlüter III, III und IV                        |
| Forschung und Technologie                     | 25. Januar 1993    | Svend Bergstein       | CD     | Nyrup Rasmussen I                               |
| Forschung                                     | 28. Januar 1994    | A.O. Andersen         | CD     | Nyrup Rasmussen I                               |
| Forschung                                     | 27. September 1994 | Frank Jensen          | S      | Nyrup Rasmussen II                              |
| Forschung                                     | 30. Dezember 1996  | Jytte Hilden          | S      | Nyrup Rasmussen III                             |
| Forschung                                     | 23. März 1998      | Jan Trøjborg          | S      | Nyrup Rasmussen IV                              |
| Forschung, ab 2000: IT- und Forschung         | 10. Juli 1999      | Birte Weiss           | S      | Nyrup Rasmussen IV                              |
| Wissenschaft, Technologie und Entwicklung     | 27. November 2001  | Helge Sander          | V      | Fogh Rasmussen I, II, III und Løkke Rasmussen I |
| Wissenschaft, Technologie und Entwicklung     | 23. Februar 2010   | Charlotte Sahl-Madsen | K      | Løkke Rasmussen I                               |
| Forschung, Innovation und Hochschulausbildung | 3. Oktober 2011    | Morten Østergaard     | RV     | Thorning-Schmidt I                              |
| Ausbildung und Forschung                      | 3. Februar 2014    | Sofie Carsten Nielsen | RV     | Thorning-Schmidt II                             |
| Ausbildung und Forschung                      | 28. Juni 2015      | Esben Lunde Larsen    | V      | Løkke Rasmussen II                              |
| Ausbildung und Forschung                      | 29. Februar 2016   | Ulla Tørnæs           | V      | Løkke Rasmussen II                              |
| Ausbildung und Forschung                      | 28. November 2016  | Søren Pind            | V      | Løkke Rasmussen III                             |
| Ausbildung und Forschung                      | 2. Mai 2018        | Tommy Ahlers          | V      | Løkke Rasmussen III                             |
| Ausbildung und Forschung                      | 27. Juni 2019      | Ane Halsboe-Jørgensen | S      | Frederiksen I                                   |
| Ausbildung und Forschung                      | 16. August 2021    | Jesper Petersen       | S      | Frederiksen I                                   |
| Hochschulbildung und Forschung                | 15. Dezember 2022  | Christina Egelund     | M      | Frederiksen II                                  |